# Cephalaria retrosetosa
Cephalaria retrosetosa là một loài thực vật có hoa trong họ Kim ngân. Loài này được Engl. & Gilg mô tả khoa học đầu tiên năm 1903.